# Shona Shukrula

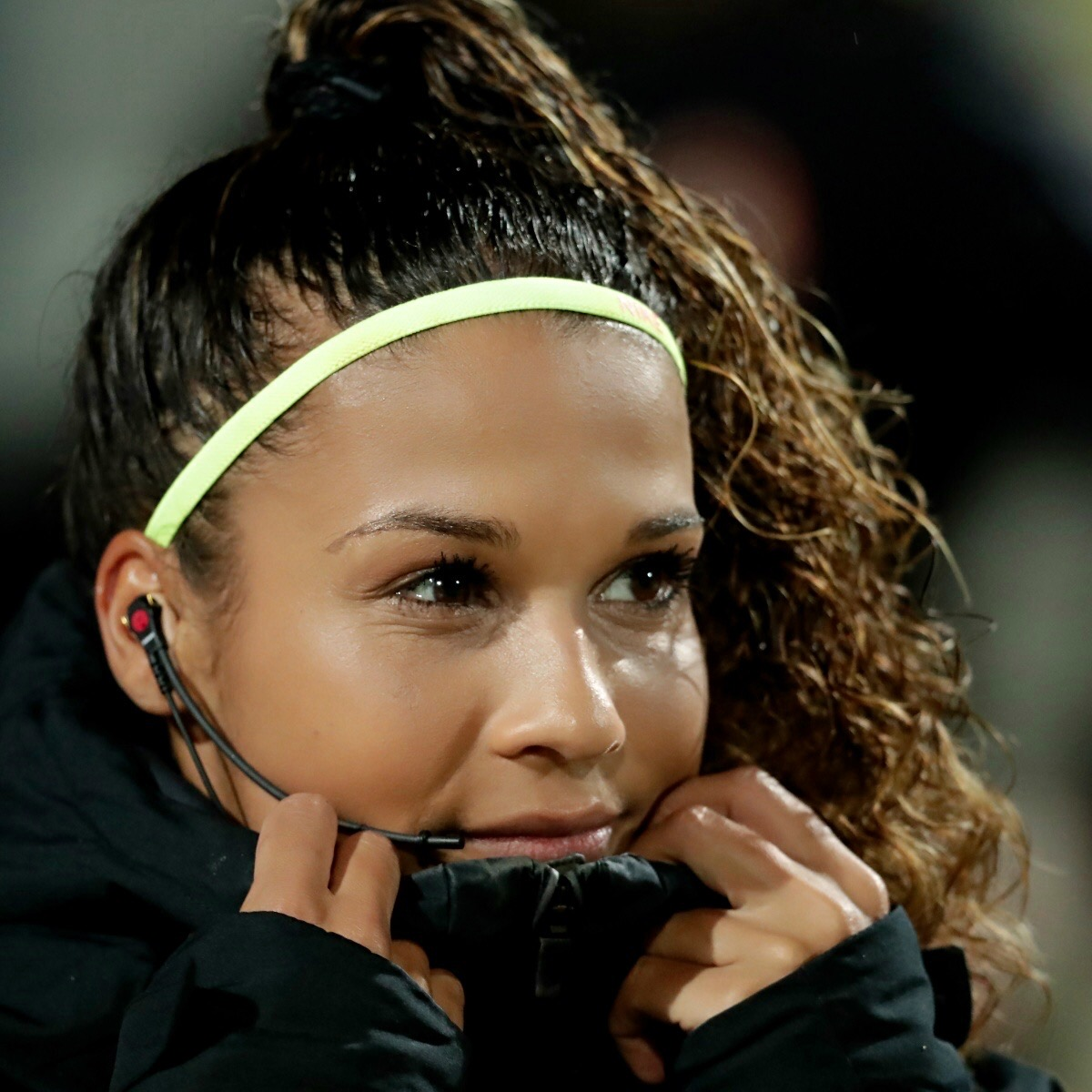
Shona Shukrula (2020)

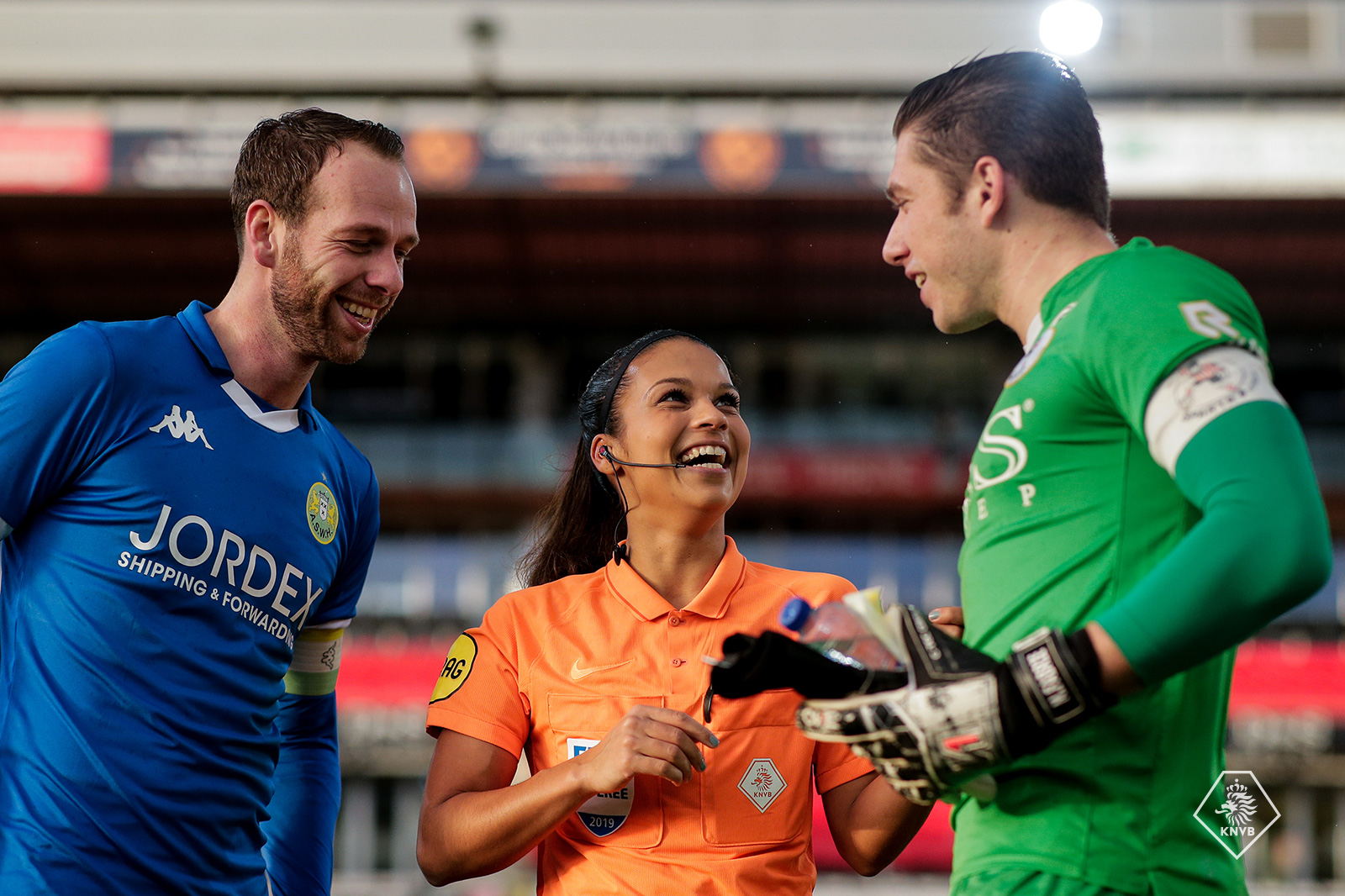
Shona Shukrula bei ihrem Debüt in der Tweede Divisie (2019)

Shona Shukrula (* 24. Mai 1991 in Alkmaar) ist eine niederländische Fußballschiedsrichterin.

## Leben
Shona Shukrula wurde als Tochter eines aus Suriname stammenden Vaters und einer Niederländerin geboren. Im Alter von 14 Jahren begann sie mit dem Fußballspielen und spielte beim AFC’34 (Alkmaarse Football Club '34) in Alkmaar. Sie studierte Rechtswissenschaften an der Vrije Universiteit Amsterdam, das Studium schloss sie 2014 ab. Seit 2016 arbeitet sie bei der Staatsanwaltschaft.
Seit 2017 steht sie auf der FIFA-Liste und leitet internationale Fußballpartien. Im August 2022 leitete sie das Erstrunden-Qualifikations-Finalspiel der UEFA Women’s Champions League der Saison 2022/23 zwischen Manchester City WFC und Real Madrid.
Im Mai 2022 verlobte sie sich mit dem Fußballprofi Jeff Hardeveld. Im Juni 2023 heirateten die beiden.